# Augusto Severo de Albuquerque Maranhão
Augusto Severo de Albuquerque Maranhão (Macaíba, 11 de janeiro de 1864 — Paris, 12 de maio de 1902) foi um político e inventor brasileiro.

## Biografia
Augusto Severo de Albuquerque Maranhão foi o oitavo dos quatorze filhos de Amaro Barreto de Albuquerque Maranhão (1827-1896) e Feliciana Maria da Silva de Albuquerque Maranhão (1832-1893). Realizou seus estudos primários em Macaíba (RN), e os secundários no Colégio Abílio César Borges, em Salvador. Em 1880, viajou para o Rio de Janeiro, então capital do Império do Brasil, e iniciou seus estudos de engenharia na Escola Politécnica.

## Os primeiros projetos aeronáuticos
Motivado pelos trabalhos em aerostação do inventor paraense Júlio César Ribeiro de Souza, que apresentou um projeto de dirigível ao Instituto Politécnico Brasileiro em 1881, Severo passou a se interessar pelo voo, realizando observação de aves planadoras e construindo pequenos modelos de pipas, uma das quais denominou Albatroz. Em 1882, passou a lecionar matemática no Ginásio Norte Riograndense, de propriedade de seu irmão Pedro Velho de Albuquerque Maranhão, acumulando a função de vice-diretor. No ano seguinte o ginásio fechou e Severo dedicou-se ao comércio, primeiro como guarda-livros da empresa Guararapes e mais tarde, seguindo os conselhos do irmão Adelino, associou-se à firma A. Maranhão & Cia. Importadora e Exportadora até 1892. Em 1888, casou-se com a pernambucana Maria Amélia Teixeira de Araújo (1861-1896), com quem teve cinco filhos. No ano seguinte, passou a escrever artigos para o jornal A República, antimonárquico, do irmão Pedro Velho, e projetou um dirigível que incorporava ideias revolucionárias, o Potyguarania, o qual, porém, nunca chegou a ser construído.

## Política
Em 1892 Augusto Severo abandonou de vez a carreira comercial para dedicar-se à política, onde lhe estava reservado o mais honroso papel. Eleito deputado ao Congresso constituinte que organizou o Estado, teve, em 1893, de preencher a vaga aberta na Câmara dos Deputados Federais pela eleição do Dr. Pedro Velho para o cargo de governador do Estado do Rio Grande do Norte. A passagem de Augusto Severo pelo parlamento brasileiro ficou assinalada por projetos que viraram leis no país, por trabalhos nas comissões de orçamento, de tarifas e de marinha, sobretudo nesta, onde revelou tais conhecimentos náuticos que chegava muitas vezes a ser apontado para o cargo de ministro da marinha, com o aplauso dessa força. Defendeu projetos relativos ao saneamento público, de assistência à infância e de proteção aos operários dos arsenais.

## O dirigívelBartholomeu de Gusmão
Em outubro de 1892, ouvida a opinião favorável de abalizados professores da Escola Politécnica, concedeu o Governo um auxílio pecuniário para que Augusto Severo de Albuquerque Maranhão pudesse mandar fazer na Europa um aeróstato dirigível de sua invenção que incorporava as ideias que havia desenvolvido anteriormente. A esse aeróstato deu o nome de Bartholomeu de Gusmão, em homenagem ao inventor luso-brasileiro Bartolomeu Lourenço de Gusmão, que apresentou em 1709, diante da corte portuguesa, um pequeno balão de ar quente batizado Passarola. O dirigível Bartolomeu de Gusmão introduzia um conceito novo. Era um aparelho semirrígido, em que o grupo propulsor estava integrado ao invólucro através de uma complexa estrutura trapeizodal em treliça. O invólucro foi encomendado à Casa Lachambre, a principal firma de Paris especializada na construção de balões e, de propriedade de Henri Lachambre. Numa carta escrita da França e datada de 5 de dezembro de 1892, Maranhão explicou os princípios da aeronave:
O balão, de cerca de 2 000 m3, medindo 60 m de comprimento, chegou ao Brasil em março de 1893. A estrutura em treliça, inicialmente projetada para ser executada em alumínio, foi construída no campo de tiro de Realengo, na cidade do Rio de Janeiro, assim como a montagem de uma usina para a produção de hidrogênio. A falta do material previsto para construção da estrutura fez com que Severo alterasse o projeto, construindo a parte rígida do aparelho em bambu. Tratava-se de uma estrutura complexa que deveria suportar o motor elétrico com as baterias e os tripulantes e, além disso, apresentar resistência suficiente para aguentar os esforços durante o voo.
Só em 1894 o Bartholomeu de Gusmão realizou as primeiras ascensões ainda como balão cativo e mostrou-se estável e equilibrado, demonstrando que a concepção proposta por Severo era adequada para o voo. A introdução de uma estrutura semirrígida integrada ao balão permitia que a hélice propulsora ficasse alinhada ao eixo longitudinal do invólucro, evitando assim que o aparelho apresentasse uma tendência de levantar a frente quando o motor fosse acionado. O problema, conhecido como tangagem, comprometia o equilíbrio e reduzia substancialmente a velocidade. Mas antes de o dirigível ser testado livre das amarras, uma tempestade destruiu o hangar e a aeronave.

## Novos inventos
Em 19 de abril de 1896, no Rio de Janeiro, Augusto Severo pediu patente para um “turbo-motor com expansões múltiplas e continuadas”, concedida no dia seguinte, às 12h40min (n 2.940). Em 20 de outubro desse ano sua mulher faleceu, após o que Augusto Severo iniciou um relacionamento amoroso com Natália de Siqueira Cossini, de origem italiana, com a qual teria dois filhos. Em 27 de julho de 1899, no Rio de Janeiro, Severo patenteou um novo balão dirigível, o Paz (posteriormente o nome foi latinizado para "Pax"), e em 23 de julho de 1901, uma "máquina a vapor rotativa e reversível", com a qual os navios poderiam atingir velocidades maiores.

## O dirigívelPax

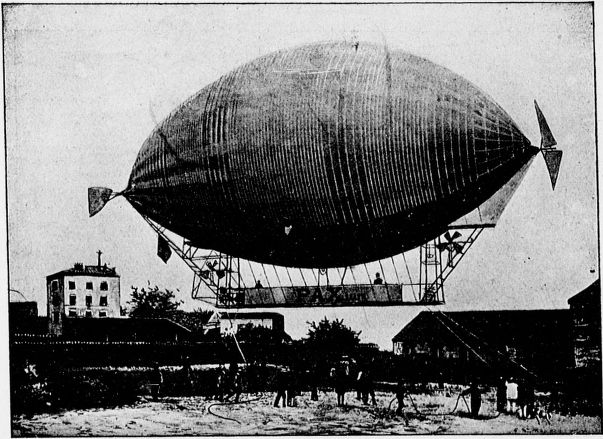
Dirigível Pax.

Em fins de 1901, Severo licenciou-se da Câmara para viajar para a França e aí se dedicar à construção de um novo semirrígido, o Pax, inflado a hidrogênio. Ele queria concorrer ao Prêmio Deutsch, que premiaria com 100 000 francos aquele que fizesse um voo comprovadamente dirigido. O novo aparelho não tinha leme de direção e usava ao todo sete hélices: uma na popa, outra na proa, outra na barquinha e quatro laterais. Severo pretendia usar motores elétricos, mas a falta de recursos e de tempo fez com que ele optasse por dois motores a petróleo tipo Buchet, um com 24 cv e o outro com 16 cv. O invólucro tinha a capacidade de 2 500m3, com 30 m de comprimento e 12 no maior diâmetro. Os ensaios foram realizados nos dias 4 e 7 de maio de 1902, com sucesso.

## Morte

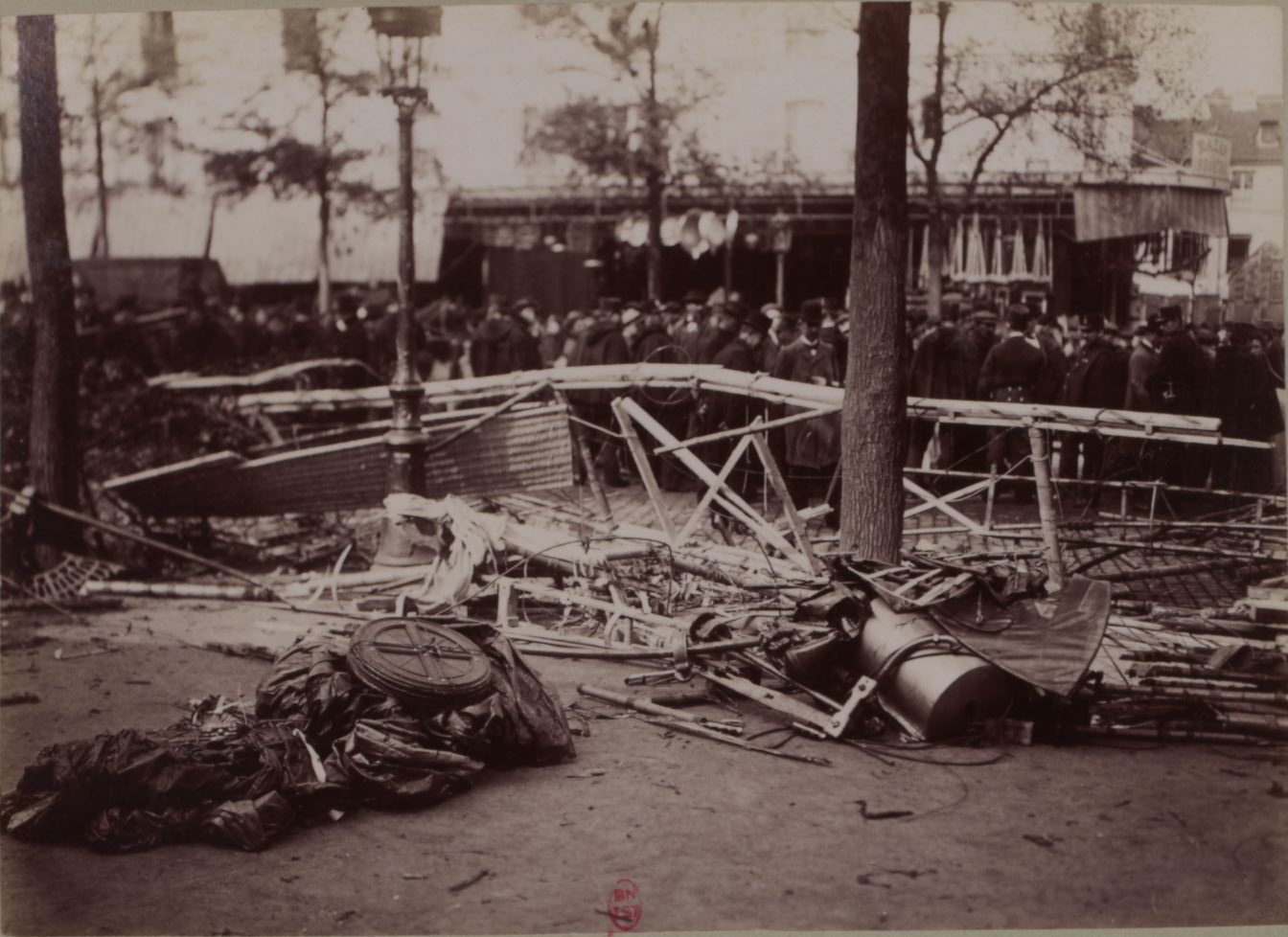
Restos do Pax na Avenida du Maine (12 de Maio de 1902).

No dia 12 de maio de 1902, tendo como mecânico de bordo o francês Georges Saché, o Pax decolou às 5h30, saindo da estação de Vaugirard, Paris. Elevou-se rapidamente, atingindo cerca de 400 m. Cerca de dez minutos após o início do voo, o Pax explodiu violentamente, projetando os dois tripulantes para o solo. Severo e Saché morreram na queda. Os restos do dirigível caíram na Avenida du Maine. A catástrofe do Pax teve um impacto enorme. Natália, que assistiu à queda, não se recuperou e, após retornar ao Brasil, suicidou-se com um tiro no coração em 23 de junho de 1908, aos 30 anos de idade. A configuração proposta por Severo, de um dirigível semirrígido, foi revolucionária e influenciou o desenvolvimento dos dirigíveis nas décadas seguintes.
Augusto Severo encontra-se sepultado no Solar Ferreiro Torto , na cidade de Macaíba - Rio Grande do Norte.

## Homenagens
Na cidade de Petrópolis (RJ) existe uma rua Augusto Severo no bairro Morin.
Em 12 maio de 1902, duas ruas em Paris, próximas ao local do acidente, foram nomeadas Rue Severo e Rue Georges Saché, em homenagem aos aeronautas acidentados. Naquele mesmo ano, o cineasta Georges Méliès dirigiu o curta-metragem La Catastrophe du ballon "Le Pax" sobre o acidente.
Uma placa de mármore no nº 81 da Avenue du Maine, em Paris, celebra hoje o local do acidente de Augusto Severo.
O aeroporto de Parnamirim (Rio Grande do Norte), foi batizado como Aeroporto Internacional Augusto Severo em sua homenagem.
Existe, desde 1904, uma praça que leva o seu nome, A Praça Augusto Severo está localizada no bairro da Ribeira em Natal.
Em 1903, o Deputado Luís Pereira Tito Jácome mudou o nome do município de Campo Grande para Augusto Severo, o nome  Augusto Severo permaneceu até 1991 quando o município voltou ao seu nome original.

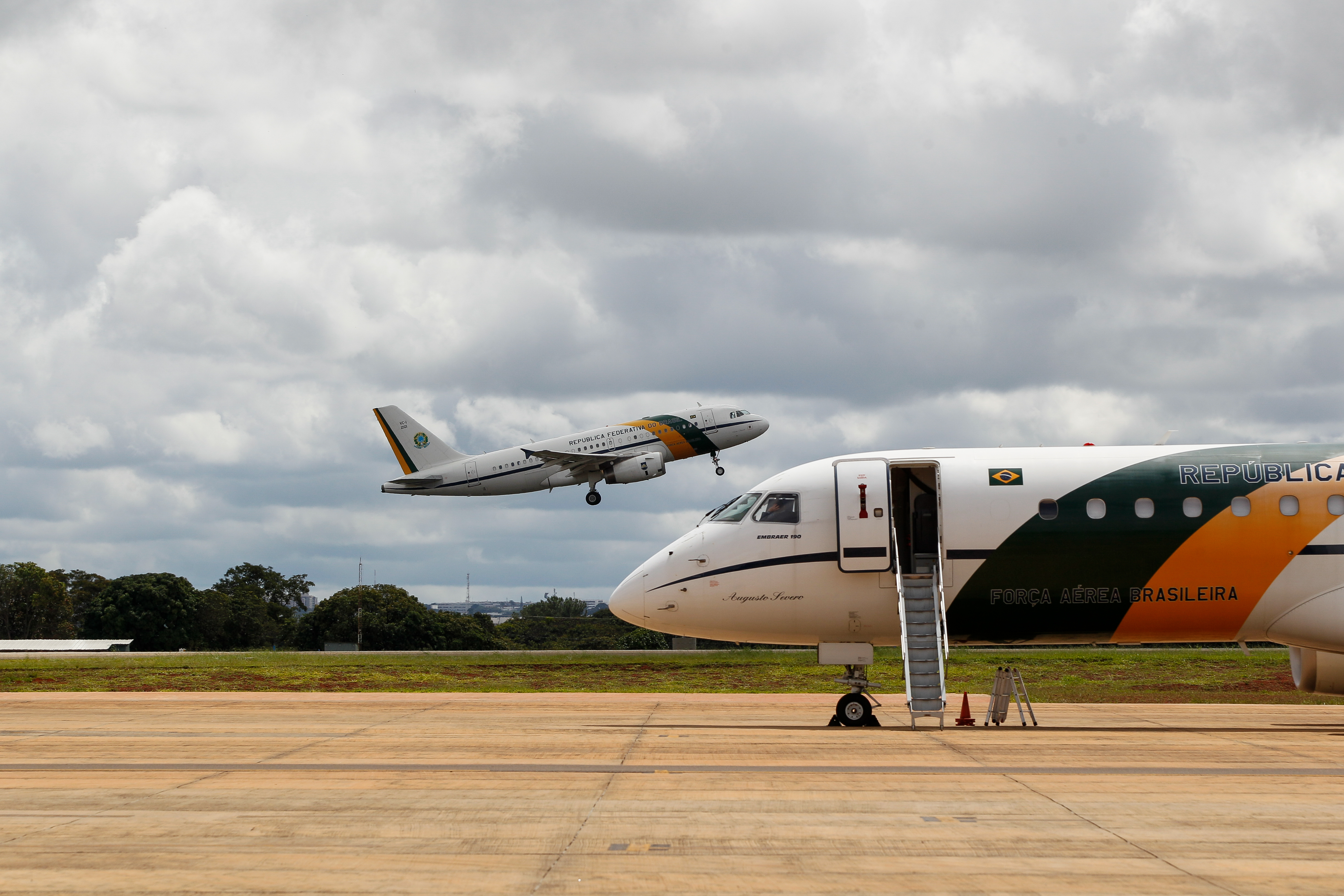
Augusto Severo é homenageado como nome de um dos aviões da Presidência da República brasileira.

Desde 1909 existe  a Escola Estadual Augusto Severo  na cidade do Natal, no bairro de Petrópolis. A escola foi pioneira no Ensino de Surdos no Rio Grande do Norte.
Em 1913 a praça Augusto Severo ganhou uma estátua de bronze de Augusto Severo, que foi inaugurada no dia de sua morte.
Em Natal perto da praça que leva o seu nome existiu o Grupo Escolar Augusto Severo, inaugurado em 1908. Entre 1956 e 1974, este espaço também funcionou a Faculdade de Direito de Natal. Hoje em reforma o prédio irá se torna o  Centro dos Direitos Humanos e o Museu do Advogado do RN
Em 1936 foi homenageado com a Honra de ser o Patrono da cadeira número 4 da Academia Norte-Riograndense de Letras .
Em Porto Alegre, Rio Grande do Sul, existe uma rua Augusto Severo no bairro São João.